# 林文秉
林文秉（1893年—1969年），中国眼科开拓者。浙江宁波人。

## 生平
浙江宁波人，1893年11月出生，也有资料记作上海人。1920年，毕业于美国哈佛大学医学院，获医学士学位。1925年，赴奥地利留学，毕业于维也纳医学院，获医学博士学位。
是第二军医大学教授，并担任第二军医大学第一附属医院眼科教研室原主任，专业技术职称1级。1969年8月1日逝世于上海，有女林云亮。

## 第一
- 1952年：创建中华人民共和国第一个眼科病理学实验室。[2]
- 1963年：编辑出版中华人民共和国第一部《眼科病理学》，该著作在1978年获全国科学大会成果奖。[2]
- 1926年至1935年间：林在国内最早发现和描述伤寒、痢疾、黑热病、斑疹伤寒等消化道呼吸道疾病、全身性疾病所引起的患者眼部变化。[1][2]
- 1950年：首次提出新的沙眼分期，分为炎性润期和伤疤期。进一步揭示了沙眼的病理本质。[1]
- 首次提出适合中国人的内眼手术切口的正确位置和医学判定标准，提高了中国眼科手术的成功率。[1]